# Station Talun
Talun is een spoorwegstation in de Indonesische provincie Oost-Java.

## Bestemmingen
- Matarmaja: naar Station Malang en Station Pasar Senen
- Penataran: naar Station Blitar en Station Surabaya